# Hermann Gehri
Hermann Gehri (Suiza, 26 de julio de 1899-25 de noviembre de 1979) fue un deportista suizo especialista en lucha libre olímpica donde llegó a ser campeón olímpico en París 1924.

## Carrera deportiva
En los Juegos Olímpicos de 1924 celebrados en París ganó la medalla de oro en lucha libre olímpica estilo peso wélter, superando al finlandés Eino Leino (plata) y a su compatriota suizo Otto Müller (bronce).